# حارة بير البلسة (صنعاء)
حارة بير البلسة هي إحدى حارات حي الجراف الغربي بمديرية الثورة إحد مديريات العاصمة اليمنية صنعاء، بلغ تعداد سكانها 6829 نسمة حسب تعداد اليمن لعام 2004.